# گایزلبرگ
گایزلبرگ (به آلمانی: Geiselberg) یک شهر در آلمان است که در زودوستپفالتس واقع شده‌است. گایزلبرگ ۸۸۵ نفر جمعیت دارد.